# Кевн Маур
Кевн Ма̀ур (на уелски: Cefn Mawr) е село в Североизточен Уелс, графство Рексъм, квартал на град Рексъм. Има жп гара. Населението му 8211 жители според данни от преброяването от 2001 г.

## Спорт
Представителният футболен отбор на селото се казва АФК Елъмънтс Кевн Друидс. Дългогодишен участник е в Уелската Висша лига. Вторият футболен отбор на селото е ФК Кевн.